# 艾湖
艾湖（荷兰语：IJmeer）是荷蘭的一個湖泊，橫跨北荷蘭省和弗萊福蘭省。自1998年開始至2004年，政府曾在湖中興建眾多島嶼以提供住宅用地。